# Гомінідна тріада
Гомінідна тріада — сума трьох морфологічних ознак, що властиві тільки людині — викопним видам і сучасній.
Концепція гомінідної тріади була запропонована у сфері палеоантропології В. П. Алексєєвим як необхідна сукупність морфологічних ознак викопних людей, що відділятимуть їх від найбільш близьких попередників. Такими ознаками є три системи:
- прямоходіння (чи біпедія);
- вільна кисть руки з протиставленим великим пальцем, що здатна до тонких трудових операцій;
- відносно великий високорозвинений мозок.

До гомінідної тріади додають ще одну ознаку — редуковані ікла, які не виступають за лінію інших зубів.
Ці системи формуються не одночасно, а на різних етапах еволюції.
Прямоходіння склалося у найближчих предків людини — австралопітеків протягом 4—2,5 млн років тому в результаті пристосування до життя на відкритій місцевості. Саме воно окреслило передумови для розвитку трудової діяльності, тому є вирішальною ознакою людини. Розвинена кисть сформувалася на межі пізнього і середнього палеоліту 300—200 тис. років тому, до часу становлення роду Homo. Високорозвинений мозок за масою наблизився до сучасного у пізніх палеоантропів 50—40 тис. років тому. Удосконалення його структури тривало протягом усієї історії роду Homo і продовжується в теперішній час.
Оскільки людина неможлива без певних соціальних і психічних ознак, гомінідну антропологічну тріаду доповнюють соціогенезною тріадою, яку складають:
 
- абстрактне мислення;
- друга сигнальна система (мова);
- свідома і цілеспрямована трудова діяльність, включаючи виготовлення знарядь праці.